# Dexter Boney
Dexter Lyndell Boney (Wilmington, 27 april 1970) is een Amerikaans voormalig basketballer.

## Carrière
Boney speelde collegebasketbal voor Hagerstown CC en de UNLV Runnin' Rebels. Hij werd niet gekozen in de NBA draft van 1993 maar speelde wel in de Southern Californian Pro Summer League. Hij werd wel in de CBA draft gekozen door de Grand Rapids Hoops in de derde ronde als 38e. Hij tekende in september 1993 voor de Los Angeles Lakers, maar wist geen plaats te veroveren in de ploeg na het trainingskamp. Zijn contract werd begin november 1993 ontbonden, samen met dat van Keith Johnson en Poncho Hodges.
Hij tekende in januari 1994 bij de Quad City Thunder uit de CBA. Hij tekende daarna bij Suntex Energy uit Hong Kong waar hij drie maanden speelde. Voor het volgende seizoen tekende hij bij de Mexico Aztecas uit de CBA.
In 1996 tekende hij bij de Florida Sharks uit de United States Basketball League, waar hij met een blessure kampte maar in mei 1996 terugkeerde om te spelen. Hij raakte later opnieuw geblesseerd en keerde in juni 1996 terug. Hij tekende daarna bij de Fort Wayne Fury maar werd in juli 1996 al geruild naar de Florida Beach Dogs voor Keith Smart. Begin oktober 1996 tekende hij bij de San Antonio Spurs, maar aan het eind van diezelfde maand werd zijn contract alweer ontbonden samen met die van Elmer Bennett en Greg Kite.
Hij keerde erna terug naar de Florida Beach Dogs en werd verkozen tot CBA All-Star (American Conference) en werd verkozen tot CBA All-Star Game MVP. Begin februari 1997 tekende hij een contract voor tien dagen bij de Phoenix Suns, waarvoor hij acht wedstrijden speelde. Hij keerde nadien terug naar de Florida Beach Dogs, in april 1997 geraakte hij opnieuw geblesseerd maar keerde een week later al terug. Aan het einde van het seizoen werd hij verkozen tot CBA Most Valuable Player.
In 1998 tekende hij bij de Italiaanse club Dinamo Sassari. In november 1998 werden zijn CBA-rechten door de Quad City Thunder geruild naar de Idaho Stampede voor Nate Huffman en een tweede ronde draftpick. Een paar dagen later tekende Boney bij de Idaho Stampede. Begin februari 1999 werd hij voor een wedstrijd geschorst. Hij werd midden februari uitgenodigd voor de CBA Players Showcase samen met zes ploeggenoten. Eind februari 1999 werd hij door Idaho op de Inactive reserve list geplaatst. In juli 1999 werd hij als 8e gekozen in de IBL Draft door de Las Vegas Silver Bandits waar hij nadien ook tekende. Begin januari 2000 tekende hij opnieuw bij de Idaho Stampede, maar in maart 2000 geraakte hij opnieuw geblesseerd.
Hij speelde daarna in 2000 voor Ironi Ashkelon uit Israël en Alaska Aces uit de Filipijnen. In 2001 speelde hij voor Toros de Aragua uit Venezuela. In december 2001 tekende hij bij de Fargo-Moorhead Beez. Hij speelde ook nog voor het Franse Besançon BCD.

## Erelijst
- USBL-kampioen: 1996
- CBA Most Valuable Player: 1997
- CBA All-Star: 1997
- CBA All-Star Game MVP: 1997
- All-CBA First Team: 1997
- 50 Greatest Sports Figures from the state of Delaware (Sports Illustrated): 2003
- Delaware Basketball Hall of Fame: 2009
- Delaware Sports Museum and Hall of Fame: 2019[26]

## Statistieken

### Regulier seizoen
| Seizoen  | Team         | WG | WS | MPW | 2P%  | 3P%  | FW%  | RPW | APW | SPW | BPW | PPW |
| -------- | ------------ | -- | -- | --- | ---- | ---- | ---- | --- | --- | --- | --- | --- |
| 1996/97  | Phoenix Suns | 8  | 0  | 6,1 | 38,5 | 16,7 | 75,0 | 0,8 | 0,0 | 0,3 | 0,1 | 2,4 |
| Carrière | Carrière     | 8  | 0  | 6,1 | 38,5 | 16,7 | 75,0 | 0,8 | 0,0 | 0,3 | 0,1 | 2,4 |